# Chavannes Jeune
Chavannes Jeune (Les Cayes, 29 de dezembro de 1953) é um influente pastor do Haiti. 

## Biografia
Jeune nasceu no Haiti em 29 de dezembro de 1953, o pastor cresceu em uma família evangelística, seu pai foi um pioneiro da Missão Evangelique Baptiste du Sud d'Haiti (MEBSH). Aos sete Chavannes fez seu compromisso pessoal com Cristo na Vacation Bible School, seguido pelo batismo aos 14 anos.
Chavannes se formou em engenharia civil. Foi candidato a presidência do Haiti na eleição presidencial de seu país em 2010. É formado em engenharia civil.